# Coleophora chiclanensis
Coleophora chiclanensis é uma espécie de mariposa do gênero Coleophora pertencente à família Coleophoridae.